# Pfarrkirche Waldneukirchen

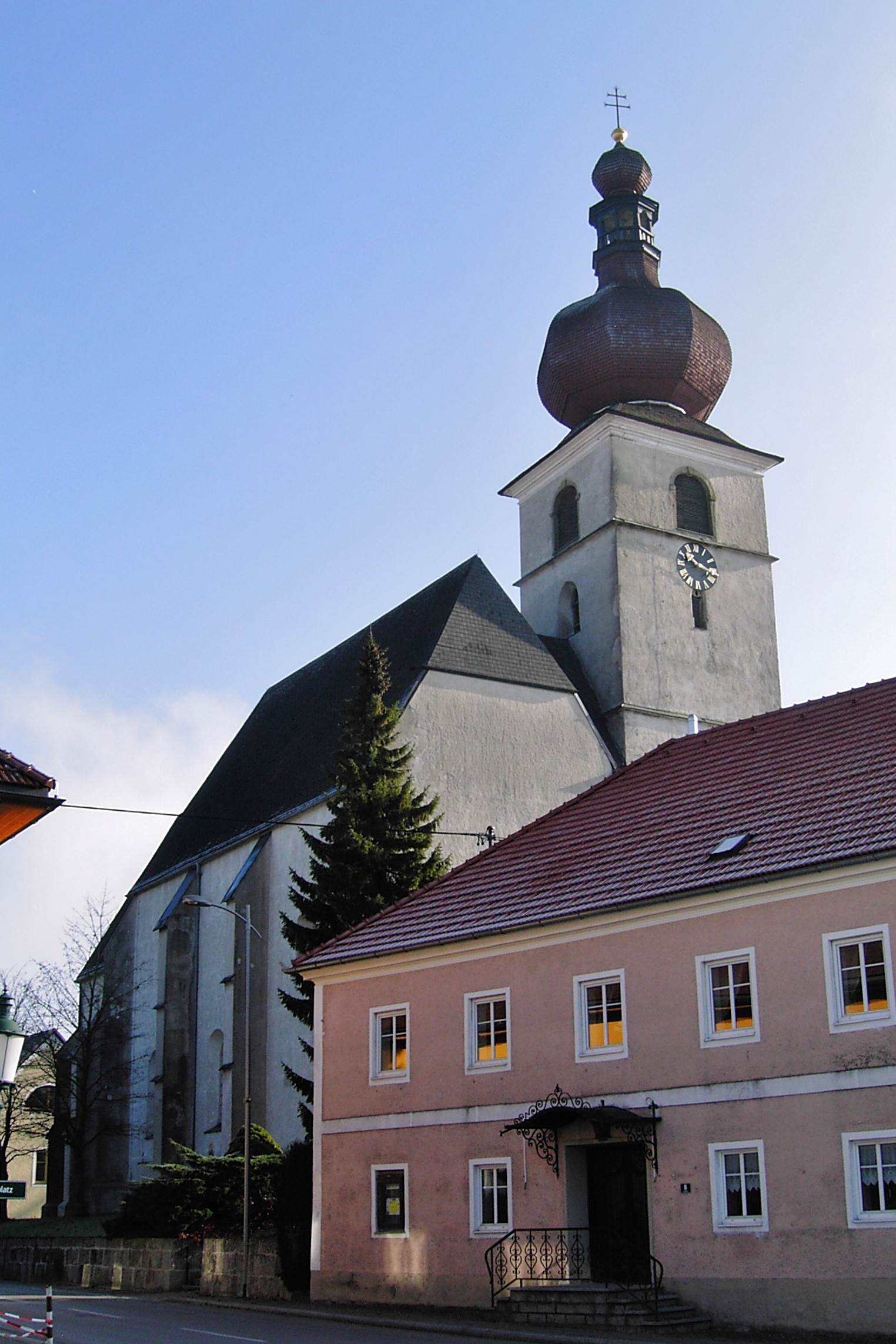
Pfarrkirche Waldneukirchen

Die römisch-katholische Pfarrkirche Waldneukirchen steht im Ortszentrum der Gemeinde Waldneukirchen im Bezirk Steyr-Land im Traunviertel in Oberösterreich. Sie ist den Heiligen Petrus und Paulus geweiht und liegt im Seelsorgeverband Molln im Dekanat Steyrtal. Die Kirche steht unter Denkmalschutz.

## Geschichte
Seit 1270 gibt es laut urkundlicher Erwähnung eine Kirche in Waldneukirchen.:S. 360. Eine Urkunde von 1337 belegt, dass Waldneukirchen schon früh eine eigene Pfarre war. Zu dieser Zeit wurde der Chor errichtet. Durch den Bau eines Langhauses im Jahre 1457 wurde die Kirche vervollständigt. Im 16. Jahrhundert wurde das Seitenschiff angebaut. Die Barockisierung begann 1723. Das ist am Marienaltar und an der Turmkuppel erkennbar. Bei der Renovierung nach dem Brand vom 17. Dezember 1982 fand man an der rechten Chorwand ein großes gotisches Fresko das den Erzengel Michael als „Seelenwäger“ darstellt. Im Zuge dieser Renovierungsarbeiten wurden neugotische Elemente, etwa die Kanzel und der  Herz-Jesu-Altar entfernt. Außerdem wurde die alte Sakristei zu einer Wochentagskapelle umgebaut und die Wand zum Altarraum geöffnet. Eine neue Sakristei wurde angebaut. 1985 fand die Altarweihe, 1990 die Orgelweihe statt.

## Kirchenbau
Der zweijochige Chor von 1400 ist gegenüber dem Langhaus aus dem 15. Jahrhundert aus der Achse verschoben. Er wurde mit einem einfachen Kreuzrippengewölbe und einem 5/8-Schluss errichtet. Die Schlusssteine im Chor sind mit bemerkenswerten Steinskulpturen verziert, die den heiligen Petrus mit zum Segen erhobenen Armen, einen trompetenblasenden Engel und eine Rosette als Symbol für Maria darstellen. Hinter dem Hochaltar befindet sich das Fresko „Die Enthauptung des Heiligen Paulus vor den Toren Roms“ aus der Donauschule um 1550.
Das dreijochige Langhausschiff und das zweijochige Seitenschiff haben Netzrippengewölbe. Die Gewölbeflächen zwischen den Rippen sind mit freskalen Blütenornamenten aus dem 14. Jahrhundert ausgestattet. Die dreiachsige, gotische Westempore lagert auf einem Netzrippengewölbe.
Der 47,3 Mater hohe Kirchturm mit barockem, aus Holz errichtetem Zwiebelhelm steht im Südwesten der Kirche in der Verlängerung des Seitenschiffes.:S. 343.

## Ausstattung
Der neogotische Flügelaltar von Johann Rindt stammt aus dem Jahr 1868. Der Marienaltar ist im Stil des Barock. Die Madonna stammt aus der Schule des Künstlers Hans Spindler aus dem Stift Garsten.
Das Südportal ist mit romanisierenden, schmiedeeisernen Beschlägen verziert. Laut einer Legende handelte es sich bei diesem Tor um das Burgtor eines „Teufelsturmes“. Wahrscheinlich stammt das heutige Portal mit dem Beschlägen aus dem 16. Jahrhundert. Nähere Untersuchungen stehen noch aus. Eine Nachforschung der Universität für Bodenkultur Wien ergab, dass die Tür aus 60-jährigem Lärchenholz gefertigt ist.
Auf dem Dachboden der Kirche befindet sich ein Tretrad, das als Kran für den Bau des Kirchturms verwendet wurde. Es stammt aus dem Jahr 1723.
An der Außenseite der Kirche sind einige schmiedeeiserne Kreuze aus dem 18. und 19. Jahrhundert des ehemaligen Friedhofes angebracht.
Die Glocke stammt aus der Zeit um 1400.
Vor der Kirche befinden sich gotische Statuen der Heiligen Petrus und Paulus.